# Manuel Marmolejo
Manuel Marmolejo Setién, né le 22 juin 1961, est un homme politique espagnol membre du Parti populaire (PP).

## Biographie

### Vie privée
Il est marié et père de deux enfants.

### Carrière politique
Le 26 juin 2016, il est élu sénateur pour Malaga au Sénat.